# Hassenham
Hassenham ist ein Gemeindeteil der Gemeinde Schwindegg im oberbayerischen Landkreis Mühldorf am Inn.

## Lage
Der Weiler Hassenham liegt 4,5 Kilometer nordöstlich vom Schloss Schwindegg. Er liegt in der Luftlinie 2,8 Kilometer nördlich der Bundesautobahn A 94. Von deren Ausfahrt 17 (Heldenstein) ist Hassenham auf einer 5 Kilometer langen Fahrt erreichbar.

## Bevölkerungsentwicklung
In Hassenham gab es 1871 insgesamt 24 Einwohner. Im Mai 1987 lebten dort acht Einwohner in vier Wohngebäuden.
| Jahr      | 1871 | 1925 | 1950 | 1970 | 1987 |
| Einwohner | 24   | 26   | 24   | 16   | 12   |